# Liste von Sakralbauten im Landkreis Anhalt-Bitterfeld
Die Liste von Sakralbauten im Landkreis Anhalt-Bitterfeld gibt eine möglichst vollständige Übersicht der im Landkreis Anhalt-Bitterfeld im mittleren Osten des Landes Sachsen-Anhalt vorhandenen relevanten Sakralbauten mit ihrem Status, Adresse, Koordinaten und einer Ansicht (Stand Februar 2023).

## Kirchengebäude
| Artikel                                 | Beschreibung | Gemeinde             | Ort                         | Bild            | Koordinaten                  |
| --------------------------------------- | --- | -------------------- | --------------------------- | --------------- | ---------------------------- |
| Bauermeister-Gedächtniskirche           | Neugot. Backsteinbau, 1907 nach Plan von Fritz Gygas erbaut, 1970 entwidmet | Bitterfeld-Wolfen    | Bitterfeld                  | weitere Bilder  | 51° 36′ 54″ N, 12° 18′ 0″ O  |
| Bethaus Chörau                          | Schlichter turmloser Putzbau mit Walmdach und Kolossalpilastern, 1790 | Osternienburger Land | Chörau                      | weitere Bilder  | 51° 48′ 57″ N, 12° 6′ 52″ O  |
| Christuskirche (Bobbau)                 | Stattlicher Backsteinsaal mit eingezogenem polygonalem Ostschluss 1875/76 | Bitterfeld-Wolfen    | Bobbau                      | weitere Bilder  | 51° 41′ 26″ N, 12° 16′ 0″ O  |
| Dorfkirche Altjeßnitz                   | Kleiner romanischer Feldsteinbau aus Schiff, eingezogenem Chor und Apsis, Westgiebel mit verschiefertem Dachreiter                                                                                    | Raguhn-Jeßnitz       | Altjeßnitz                  | weitere Bilder  | 51° 41′ 33″ N, 12° 19′ 23″ O |
| Dorfkirche Badewitz                     | Neugotischer Backsteinsaal mit eingezogenem polygonalem Ostschluss 1880 | Zerbst/Anhalt        | Badewitz                    | weitere Bilder  | 52° 1′ 16″ N, 12° 9′ 46″ O   |
| Dorfkirche Beyersdorf                   | Kleiner romanischer einschiffiger Bruchsteinbau mit Westquerturm, Fenster im Schiff nach Umbau 17. Jh.                                                                                                | Sandersdorf-Brehna   | Beyersdorf                  | weitere Bilder  | 51° 35′ 32″ N, 12° 10′ 41″ O |
| Dorfkirche Bone                         | Romanische Feldsteinkirche um 1200 mit Chor, Apsis und Fachwerk-Dachturm | Zerbst/Anhalt        | Bone                        | weitere Bilder  | 51° 57′ 58″ N, 12° 8′ 20″ O  |
| Dorfkirche Bonitz                       | Backsteinbau mit Turm, 1882, Grundriss in Form eines griechischen Kreuzes | Zerbst/Anhalt        | Bonitz (Zerbst)             | weitere Bilder  | 51° 58′ 56″ N, 12° 9′ 55″ O  |
| Dorfkirche Burgkemnitz                  | Barocker Putzbau mit dreiseitigem Ostschluss und quadratischem Westquerturm inschr. 1712 | Muldestausee         | Burgkemnitz                 | weitere Bilder  | 51° 41′ 3″ N, 12° 24′ 11″ O  |
| Dorfkirche Cösitz                       | Barocker Saalbau 17. Jh. mit dreiseitigem Ostschluss, neuromanischer Westturm 1882 | Zörbig               | Cösitz                      | weitere Bilder  | 51° 38′ 57″ N, 12° 3′ 55″ O  |
| Dorfkirche Deetz (Zerbst)               | Im Kern romanische Saalkirche, barock umgestaltet | Zerbst/Anhalt        | Deetz (Zerbst)              | weitere Bilder  | 52° 3′ 7″ N, 12° 10′ 6″ O    |
| Dorfkirche Eichholz (Zerbst)            | Romanischer Rechtecksaal in Feldstein um 1200, mächtiger Querwestturm; nach längerem Verfall seit 2016 umfassend wiederhergestellt                                                                    | Zerbst/Anhalt        | Eichholz (Zerbst)           | weitere Bilder  | 51° 55′ 35″ N, 12° 1′ 49″ O  |
| Dorfkirche Elsnigk                      | Kleiner neuromanischer Backsteinsaal 1877 mit Westturm und halbrunder Apsis | Osternienburger Land | Elsnigk                     | weitere Bilder  | 51° 47′ 31″ N, 12° 3′ 21″ O  |
| Dorfkirche Garitz                       | Feldsteinsaal mit Mansarddach und Fachwerk-Dachturm, im 14. Jh. erstmals erwähnt, 1741 barocker Wiederaufbau                                                                                          | Zerbst/Anhalt        | Garitz (Zerbst)             | weitere Bilder  | 51° 59′ 12″ N, 12° 14′ 12″ O |
| Dorfkirche Glebitzsch                   | Neugot. einschiffiger Backsteinbau mit eingez. Polygonalchor und Westturm, 1898 | Sandersdorf-Brehna   | Glebitzsch                  | weitere Bilder  | 51° 35′ 43″ N, 12° 11′ 29″ O |
| Dorfkirche Gnetsch                      | Erbaut 1910 als Zentralbau mit Kreuzgrundriss und Vierungsturm nach Plan von Friedrich Gothe | Südliches Anhalt     | Gnetsch                     | weitere Bilder  | 51° 40′ 50″ N, 12° 4′ 15″ O  |
| Dorfkirche Grimme (Zerbst)              | Feldsteinbau in vollständiger Anlage um 1178 | Zerbst/Anhalt        | Grimme (Zerbst)             | Bild gesucht    | 52° 2′ 5″ N, 12° 17′ 18″ O   |
| Dorfkirche Hohenlepte                   | Feldsteinbau, Schiff mit eingezogenem Chor, der Chor vom ruinierten Schiff abgetrennt | Zerbst/Anhalt        | Hohenlepte                  | Bild gesucht BW | 51° 57′ 14″ N, 12° 0′ 35″ O  |
| Dorfkirche Jütrichau                    | Rechteckiger Saalbau des Historismus mit eingezogenem quadratischem Westturm und Rundapsis, 1893 | Zerbst/Anhalt        | Jütrichau                   | weitere Bilder  | 51° 56′ 15″ N, 12° 7′ 53″ O  |
| Dorfkirche Köckern                      | Kleiner spätromanischer, einschiffiger Bruchsteinbau mit dreiseitigem Ostschluss, Westquerturm, Umbau inschr. 1632                                                                                    | Sandersdorf-Brehna   | Köckern                     | weitere Bilder  | 51° 36′ 24″ N, 12° 11′ 54″ O |
| Dorfkirche Meilendorf                   | Erbaut 1879/1880 als neugotischer Backsteinbau, Ruine | Südliches Anhalt     | Meilendorf                  | weitere Bilder  | 51° 43′ 11″ N, 12° 5′ 44″ O  |
| Dorfkirche Osternienburg                | Schlichter Barockbau 1718/19 mit neugotischem Turm 1876/79 | Osternienburger Land | Osternienburg               | weitere Bilder  | 51° 47′ 39″ N, 12° 1′ 38″ O  |
| Dorfkirche Piethen                      | Erbaut 1909 als Saalbau mit seitlichem Turm im Jugendstil | Südliches Anhalt     | Piethen                     | weitere Bilder  | 51° 40′ 17″ N, 11° 55′ 50″ O |
| Dorfkirche Pißdorf                      | Stattlicher, im Kern romanisch-frühgotischer Bruchsteinsaal A./M. 13. Jh.; Schiff ruiniert | Osternienburger Land | Pißdorf                     | weitere Bilder  | 51° 47′ 28″ N, 12° 0′ 35″ O  |
| Dorfkirche Pouch                        | Einschiffiger Bruchsteinbau mit hohem Backsteinturm, vom roman. Bauwerk Chor und Apsis erhalten, Schiff und Turm 1885                                                                                 | Muldestausee         | Pouch                       | weitere Bilder  | 51° 37′ 32″ N, 12° 24′ 1″ O  |
| Dorfkirche Priorau                      | Schlichter gotisierender Putzbau mit Fachwerk-Dachturm 1817 | Raguhn-Jeßnitz       | Priorau                     | weitere Bilder  | 51° 43′ 57″ N, 12° 17′ 0″ O  |
| Dorfkirche Reuden (Anhalt)              | Neugotischer Backsteinbau 19. Jh., schlichter Innenraum mit offenem Dachstuhl | Zerbst/Anhalt        | Reuden/Anhalt               | weitere Bilder  | 52° 4′ 18″ N, 12° 18′ 27″ O  |
| Dorfkirche Rieda                        | Im Kern spätromanischer einschiffiger Bruchsteinbau mit Eckquaderung, Turm mit rundbogigen Schallöffnungen, der Chor mit Rippengewölbe 13. Jh. Nach zwischenzeitlichem Verfall 2021 wieder eingeweiht | Zörbig               | Rieda                       | weitere Bilder  | 51° 35′ 54″ N, 12° 3′ 51″ O  |
| Dorfkirche Schierau                     | Kirchenschiff nach Verfall in den 1980er Jahren ruinös, 1999 gesichert, Kirchturm zur Nutzung ausgebaut                                                                                               | Raguhn-Jeßnitz       | Schierau                    | weitere Bilder  | 51° 44′ 54″ N, 12° 17′ 2″ O  |
| Dorfkirche Spören                       | Roman. Bruchsteinbau mit Westquerturm, breitem Schiff, eingezogenem Chor und Apsis um 1170 | Zörbig               | Spören                      | weitere Bilder  | 51° 36′ 8″ N, 12° 7′ 17″ O   |
| Dorfkirche Thalheim (Bitterfeld-Wolfen) | Romanischer Bruchsteinbau in vollständiger Anlage, etwa 2. H. 12. Jh. | Bitterfeld-Wolfen    | Thalheim                    | weitere Bilder  | 51° 39′ 5″ N, 12° 13′ 43″ O  |
| Dorfkirche Trebbichau                   | Neugotischer Backsteinbau 1890/91 mit Saal, Chor und Westturm | Osternienburger Land | Trebbichau                  | weitere Bilder  | 51° 48′ 53″ N, 12° 0′ 23″ O  |
| Dorfkirche Wieskau                      | Stattlicher barocker Saalbau 1756/57 auf rechteckigem Grundriss, Westturm mit Glockengeschoss, Haube und Laterne                                                                                      | Südliches Anhalt     | Wieskau                     | weitere Bilder  | 51° 38′ 54″ N, 11° 56′ 4″ O  |
| Kirche Großwülknitz                     | Einschiffiger Bruchsteinbau über Kreuzgrundriss mit Vierungsturm im Kern M. 12. Jh., später umgebaut                                                                                                  | Köthen               | Großwülknitz                | weitere Bilder  | 51° 43′ 28″ N, 11° 55′ 40″ O |
| Dorfkirche zu Petersroda                | Ehem. Kirche, heute Einsegnungshalle, verputztes Schiff mit dreiseitigem Chorschluss und Westquerturm, neuromanisches Westportal und Turmaufbau urspr. mit Spitzhelm, E. 19. Jh.                      | Sandersdorf-Brehna   | Petersroda                  | weitere Bilder  | 51° 34′ 8″ N, 12° 17′ 23″ O  |
| Edith Stein (Wolfen)                    | Katholische Kirche und Gemeindezentrum, moderner Neubau von 1998/99 | Bitterfeld-Wolfen    | Wolfen-Nord                 | weitere Bilder  | 51° 41′ 2″ N, 12° 15′ 48″ O  |
| Evangelische Kirche Görzig              | Stattliche Saalkirche mit dreiseitigem Ostschluss und schmalerem Westquerturm (dieser wohl im Wesentl. 13. Jh.), durchgreifend umgestaltet 1836/37                                                    | Südliches Anhalt     | Görzig                      | weitere Bilder  | 51° 39′ 44″ N, 11° 59′ 52″ O |
| Evangelische Kirche (Greppin)           | Neuromanischer Saalbau mit Schiff, Chor und Turm, 1905/08 | Bitterfeld-Wolfen    | Greppin                     | weitere Bilder  | 51° 38′ 53″ N, 12° 18′ 3″ O  |
| Evangelische Kirche (Sandersdorf)       | Spätromanischer Feldsteinbau 13. Jh. aus Westquerturm und Schiff mit dreiseitigem Chorschluss | Sandersdorf-Brehna   | Sandersdorf                 | weitere Bilder  | 51° 37′ 36″ N, 12° 15′ 59″ O |
| Feldsteinkirche in Reuden               | Schlichter langgestreckter Rechteckbau mit Achteckturm über dem Ostteil, 1617, erneuert 1717 | Bitterfeld-Wolfen    | Reuden                      | weitere Bilder  | 51° 40′ 37″ N, 12° 13′ 59″ O |
| Fünf-Brüder-Kirche Wadendorf            | Schlichter einschiffiger klassizistischer Putzbau, 1828 anstelle eines barocken Vorgängers erbaut | Zörbig               | Wadendorf                   | weitere Bilder  | 51° 40′ 45″ N, 12° 10′ 37″ O |
| Heilig-Geist-Kirche (Görzig)            | Katholische Kirche, 1929/30 im Baustil des Neobarock errichtet | Südliches Anhalt     | Görzig                      | weitere Bilder  | 51° 39′ 40″ N, 12° 0′ 10″ O  |
| Heilig Geist (Greppin)                  | Ehemals kath. Kirche, 2017 entwidmet, Neubau 1917 als Saal mit eingezogenem Chor und Westturm | Bitterfeld-Wolfen    | Greppin                     | weitere Bilder  | 51° 38′ 38″ N, 12° 17′ 47″ O |
| Heilig-Kreuz-Kirche (Wolfen)            | Katholische Kirche, romanisierender Neubau 1938/39 | Bitterfeld-Wolfen    | Wolfen                      | weitere Bilder  | 51° 39′ 44″ N, 12° 16′ 0″ O  |
| Herz-Jesu-Kirche (Bitterfeld)           | Kath. Kirche, Neubau 1894/95 als dreischiffige neugotische Basilika; Turm 1928 erbaut und 1991 erneuert                                                                                               | Bitterfeld-Wolfen    | Bitterfeld                  | weitere Bilder  | 51° 37′ 20″ N, 12° 19′ 38″ O |
| Herz-Jesu-Kirche (Osternienburg)        | Kath. Kirche, neugot. Neubau 1908 an das Pfarrhaus anschließend, nach Entwurf von Arnold Güldenpfennig                                                                                                | Osternienburger Land | Osternienburg               | weitere Bilder  | 51° 47′ 53″ N, 12° 0′ 53″ O  |
| Johanneskirche (Wolfen)                 | Neuromanischer kreuzförmiger Neubau 1898 in Backstein, Turm 1964 reduziert | Bitterfeld-Wolfen    | Wolfen                      | weitere Bilder  | 51° 39′ 50″ N, 12° 16′ 29″ O |
| Kapelle Dobritz                         | Schlichter Rechteckbau aus Backstein, 1930 zum Wohnhaus umgebaut | Zerbst/Anhalt        | Dobritz                     |                 | 52° 1′ 35″ N, 12° 13′ 22″ O  |
| Kirche Dohndorf                         | Schlichter neuromanischer Backsteinsaal 1884 mit Westturm und polygonalem Chor | Köthen               | Dohndorf (Köthen)           | weitere Bilder  | 51° 43′ 29″ N, 11° 52′ 26″ O |
| Kirche Drosa                            | Neugotische Saalkirche mit polygonalem Schluss und schlankem Turm nach Entwurf von Conrad Hengst | Osternienburger Land | Drosa                       | weitere Bilder  | 51° 48′ 59″ N, 11° 54′ 36″ O |
| Kirche Edderitz                         | Evangelische Kirche, 1953–55 als Ersatz für eine aufgrund des Braunkohlebergbaus abgerissene Vorgängerkirche erbaut                                                                                   | Südliches Anhalt     | Edderitz                    | weitere Bilder  | 51° 41′ 54″ N, 11° 55′ 57″ O |
| Kirche Fernsdorf                        | Ruine eines neugotischen Werksteinbauwerks von 1899, Spitzhelm des Turms abgetragen. | Südliches Anhalt     | Fernsdorf                   | weitere Bilder  | 51° 41′ 27″ N, 12° 3′ 17″ O  |
| Kirche Flötz                            | Feldsteinsaal mit Fachwerk-Dachturm, mächtige Eckstrebepfeiler | Zerbst/Anhalt        | Flötz                       | weitere Bilder  | 51° 59′ 22″ N, 11° 55′ 22″ O |
| Kirche Friedersdorf                     | Dominierender einschiffiger dreijochiger Ziegelbau mit eingezogenem Chorraum mit Polygonalschluss und hohem Westturm 1899                                                                             | Muldestausee         | Friedersdorf                | weitere Bilder  | 51° 38′ 47″ N, 12° 22′ 5″ O  |
| Kirche Gödnitz                          | Neugotischer Quaderbau, mit eingezogenem Rechteckchor und nördlich angebautem quadratischem Turm, 1897                                                                                                | Südliches Anhalt     | Gödnitz                     | weitere Bilder  | 51° 59′ 45″ N, 11° 55′ 12″ O |
| Kirche Gossa                            | Rechteckiger Feldsteinbau mit leicht eingezogenem Westquerturm, im Kern mittelalterlich, 1696 stark erneuert                                                                                          | Muldestausee         | Gossa                       | weitere Bilder  | 51° 40′ 12″ N, 12° 26′ 48″ O |
| Kirche Großbadegast                     | Langgestreckter neugotischer Putzbau mit Querwestturm, im Kern barock, 1860/62 gotisierend umgestaltet                                                                                                | Südliches Anhalt     | Großbadegast                | weitere Bilder  | 51° 43′ 55″ N, 12° 1′ 34″ O  |
| Kirche Großpaschleben                   | Gotische Saalkirche mit romanischem Westturm, Schiff barockisiert, innen gotisierende Ausstattung | Osternienburger Land | Großpaschleben              |                 | 51° 45′ 40″ N, 11° 56′ 8″ O  |
| Kirche Großzöberitz                     | Im Kern gotischer Bruchsteinbau mit eingez. Chor und dreiseitigem Ostschluss, Westturm mit Walmdach, die Laterne abgetragen                                                                           | Zörbig               | Zöberitz                    | weitere Bilder  | 51° 37′ 7″ N, 12° 10′ 44″ O  |
| Kirche Gröbern                          | Frühgotischer Bruchsteinbau mit nahezu quadratischem Schiff und Chorturm, 1689 erneuert | Muldestausee         | Gröbern                     | weitere Bilder  | 51° 41′ 26″ N, 12° 27′ 6″ O  |
| Kirche Göttnitz                         | Im Kern romanischer Putzbau mit dreiseitigem eingezogenem Chor, Westturm 1883 | Zörbig               | Göttnitz                    | weitere Bilder  | 51° 38′ 15″ N, 12° 3′ 40″ O  |
| Kirche Hinsdorf                         | Stattlicher Neubau in Backstein im Rundbogenstil mit neugotischem Turm 1878/79 | Südliches Anhalt     | Hinsdorf                    | weitere Bilder  | 51° 43′ 18″ N, 12° 9′ 6″ O   |
| Kirche Holzweißig                       | Im Kern spätromanisches, im 18. Jahrhundert umgebautes Feldsteinbauwerk | Bitterfeld-Wolfen    | Holzweißig                  | weitere Bilder  | 51° 36′ 11″ N, 12° 18′ 39″ O |
| Kirche Hohnsdorf                        | Schlichter Rechteckbau mit Rundbogenfenstern und Turm mit Laterne. Nach Verwüstung 1627 Innenraumerneuerung 1722, nach 1990 Wiederherstellung, dabei neue Ausstattung                                 | Südliches Anhalt     | Hohnsdorf                   | weitere Bilder  | 51° 38′ 49″ N, 11° 57′ 16″ O |
| Kirche Kerchau                          | Kleiner, im Kern spätmittelalterlicher Rechtecksaal mit Satteldach und Fachwerkdachreiter | Zerbst/Anhalt        | Kerchau                     | Bild gesucht    | 52° 1′ 36″ N, 12° 8′ 31″ O   |
| Kirche Kermen                           | Im Kern romanischer Feldsteinbau mit halbkreisförmigem Ostschluss, im Innern barocker Kanzelaltar | Zerbst/Anhalt        | Kermen                      | Bild gesucht    | 51° 55′ 6″ N, 12° 2′ 45″ O   |
| Kirche Krina                            | Schlichter Putzbau, inschriftl. 1777, über dem Westgiebel Dachreiter mit Haube | Muldestausee         | Krina                       | weitere Bilder  | 51° 39′ 6″ N, 12° 29′ 9″ O   |
| Kirche Kleinpaschleben                  | Neuromanischer Backsteinbau 1864, Portal des Vorgängerbauwerks (12. Jh.) einbezogen | Osternienburger Land | Kleinpaschleben             | weitere Bilder  | 51° 47′ 2″ N, 11° 52′ 49″ O  |
| Kirche Lausigk                          | Backsteinbau mit Putzgliederung im Rundbogenstil 1842 | Südliches Anhalt     | Lausigk (Südliches Anhalt)  | weitere Bilder  | 51° 45′ 25″ N, 12° 5′ 1″ O   |
| Kirche Libbesdorf                       | Im Kern romanischer Feldsteinbau, Turm 1908/10 massiv erneuert | Osternienburger Land | Libbesdorf                  | weitere Bilder  | 51° 46′ 21″ N, 12° 6′ 28″ O  |
| Kirche Lindau (Anhalt)                  | Stattlicher Feldsteinbau (Turmaufsatz von 1860), Inneres im 18. Jh. umgebaut | Zerbst/Anhalt        | Lindau (Zerbst)             | weitere Bilder  | 52° 2′ 14″ N, 12° 6′ 6″ O    |
| Kirche Maasdorf                         | Neugotischer Saal in Bruchstein mit eingezogenem Chor mit Polygon und stattlichem Turm, Innenraumgestaltung erhalten                                                                                  | Südliches Anhalt     | Maasdorf                    | weitere Bilder  | 51° 40′ 56″ N, 11° 57′ 41″ O |
| Kirche Maxdorf                          | Romanische Kirche Mitte 13. Jh., gotischer Umbau 15. Jh., mächtiger romanischer Turm | Osternienburger Land | Maxdorf                     | weitere Bilder  | 51° 47′ 44″ N, 11° 55′ 58″ O |
| Kirche Micheln                          | Saalkirche, wohl E. 18. Jh. | Osternienburger Land | Micheln                     | weitere Bilder  | 51° 48′ 29″ N, 11° 58′ 8″ O  |
| Kirche Moritz (Zerbst)                  | Romanische Feldsteinsaalkirche um 1200 in vollständiger Anlage mit mächtigem Querwestturm, Schiff, Chor und Apsis                                                                                     | Zerbst/Anhalt        | Moritz (Zerbst)             |                 | 51° 59′ 48″ N, 12° 1′ 38″ O  |
| Kirche Muldenstein                      | Gründung in romanischer Zeit, seit 1473 Klosterkirche, Schiff bereits im 19. Jh. profaniert, seitdem Kirche reduziert auf Turm und Choranbau.                                                         | Muldestausee         | Muldenstein                 | weitere Bilder  | 51° 39′ 55″ N, 12° 20′ 5″ O  |
| Dorfkirche Mühlbeck                     | Kleiner romanischer Feldsteinbau um 1200 in vollständiger Anlage, Turm zum Schiff in Arkaden geöffnet                                                                                                 | Muldestausee         | Mühlbeck                    | weitere Bilder  | 51° 38′ 17″ N, 12° 23′ 2″ O  |
| Kirche Nedlitz                          | Fachwerksaalkirche mit Dachturm 1717 | Zerbst/Anhalt        | Nedlitz (Zerbst)            | weitere Bilder  | 52° 4′ 28″ N, 12° 13′ 51″ O  |
| Kirche Niederlepte                      | Kleiner rechteckiger Feldsteinbau (1308 erwähnt), im Westen Fachwerkdachreiter | Zerbst/Anhalt        | Niederlepte                 | Bild gesucht    | 51° 57′ 40″ N, 12° 1′ 43″ O  |
| Kirche Pakendorf                        | Wohl mittelalterlicher Feldsteinbau mit massivem Turm, in Verfall | Zerbst/Anhalt        | Pakendorf (Zerbst)          |                 | 51° 55′ 3″ N, 12° 6′ 31″ O   |
| Kirche Polenzko                         | Feldsteinsaalkirche mit eingezogenem Chor und Fachwerk-Dachturm | Zerbst/Anhalt        | Polenzko                    | weitere Bilder  | 52° 0′ 40″ N, 12° 15′ 14″ O  |
| Kirche Pösigk                           | Neubau im Rundbogenstil 1827, bei Brand 1907 beschädigt, danach ungenutzt | Südliches Anhalt     | Pösigk                      | weitere Bilder  | 51° 41′ 37″ N, 12° 5′ 1″ O   |
| Kirche Prosigk                          | Ursprünglich Chorturmkirche, Saalkirche 15./16. Jh., 1824 Westgiebel erneuert, 1872/75 Turm aufgestockt und neue Spitze, Neugestaltung und Renovierung des Innenraums nach 2018                       | Südliches Anhalt     | Prosigk                     | weitere Bilder  | 51° 42′ 5″ N, 12° 3′ 20″ O   |
| Kirche Pulspforde                       | Rechteckiger neugotischer Backsteinbau mit Glockenträger, 19. Jh., nach Renovierung seit 2000 wieder in Nutzung                                                                                       | Zerbst/Anhalt        | Pulspforde                  | weitere Bilder  | 51° 58′ 39″ N, 12° 8′ 21″ O  |
| Kirche Quetzdölsdorf                    | Nach Sprengung in den 1980er Jahren nur wenige Reste des ehemals spätgotischen Chors erhalten | Zörbig               | Quetzdölsdorf               | weitere Bilder  | 51° 35′ 3″ N, 12° 8′ 23″ O   |
| Kirche Radegast                         | Neubau 1875, neuromanischer Backsteinbau mit Werksteingliederungen, nach Vandalismusschäden Renovierung seit 1992                                                                                     | Südliches Anhalt     | Radegast                    | weitere Bilder  | 51° 39′ 19″ N, 12° 5′ 36″ O  |
| Kirche Ramsin                           | Verputzter Saalbau mit dreiseitigem Ostschluss, 1604. | Sandersdorf-Brehna   | Ramsin                      | weitere Bilder  | 51° 36′ 41″ N, 12° 14′ 11″ O |
| Kirche Renneritz                        | Schlichter neuromanischer Putzbau (1888) mit Apsis | Sandersdorf-Brehna   | Renneritz                   | weitere Bilder  | 51° 36′ 1″ N, 12° 13′ 37″ O  |
| Kirche Reppichau                        | 1823 nach Plänen von Baumeister Corte erbaut, moderne Umgestaltung 2021/22 | Osternienburger Land | Reppichau                   | weitere Bilder  | 51° 48′ 35″ N, 12° 4′ 46″ O  |
| Kirche Reupzig                          | Schlichter Saal mit stattlichem Querturm 13. Jh., Turm 1872 erhöht, 2009 Schwammsanierung und Innenraumerneuerung                                                                                     | Südliches Anhalt     | Reupzig                     | Bild gesucht    | 51° 44′ 10″ N, 12° 3′ 53″ O  |
| Kirche Riesdorf (Südliches Anhalt)      | Neuromanischer Neubau in Backstein 1894, 2012–2018 renoviert | Südliches Anhalt     | Riesdorf (Südliches Anhalt) | weitere Bilder  | 51° 41′ 31″ N, 12° 6′ 34″ O  |
| Kirche Roitzsch                         | Urspr. dreischiffige romanische Basilika mit Westquerturm, Apsis des nördl. Seitenschiffs erhalten, 1459/64 umgebaut, Chor seitdem mit Polygonalschluss                                               | Sandersdorf-Brehna   | Roitzsch                    | weitere Bilder  | 51° 34′ 37″ N, 12° 15′ 53″ O |
| Kirche Rosefeld                         | Neugot. Backsteinbau, Anfang 20. Jh. im Stil der Neuen Sachlichkeit überarbeitet | Osternienburger Land | Rosefeld                    | weitere Bilder  | 51° 47′ 19″ N, 12° 5′ 22″ O  |
| Kirche Rösa                             | Im Kern romanische Kirche aus Raseneisen- und Backstein, mit Westquerturm, kurzem Schiff, eingezogenem Chor und Apsis, Westturm 15. Jh.                                                               | Muldestausee         | Rösa                        | weitere Bilder  | 51° 36′ 55″ N, 12° 29′ 21″ O |
| Kirche Scheuder                         | Erweiterung eines älteren Turms zur Kirche durch Anbau von Chor und Apsis, 1149 | Südliches Anhalt     | Scheuder                    | weitere Bilder  | 51° 46′ 6″ N, 12° 4′ 39″ O   |
| Kirche Schlaitz                         | Kleine einschiffige Feldsteinkirche mit dreiseitigem Chor und Dachreiter über dem Westgiebel, 1799 | Muldestausee         | Schlaitz                    | weitere Bilder  | 51° 39′ 37″ N, 12° 25′ 46″ O |
| Kirche Schwemsal                        | Rechteckiger Putzbau mit flachbogigem Ostschluss, 1768, quadratischer Westturm 1820. | Muldestausee         | Schwemsal                   | weitere Bilder  | 51° 37′ 31″ N, 12° 33′ 27″ O |
| Kirche Steutz                           | Im Kern romanisch (12. Jh.), nach Brand 1846–49 wiederaufgebaut | Zerbst/Anhalt        | Steutz                      | weitere Bilder  | 51° 52′ 40″ N, 12° 4′ 29″ O  |
| Kirche Strinum                          | Große Feldsteinsaalkirche mit eingezogenem Chor und Apsis, Fachwerkdachturm, seit 1991 in kommunaler Trägerschaft                                                                                     | Zerbst/Anhalt        | Strinum                     | Bild gesucht    | 52° 0′ 22″ N, 12° 4′ 59″ O   |
| Kirche Thurau                           | Neugot. Backsteinbau, seit 2001 ungenutzt und leerstehend, gefährdet | Osternienburger Land | Thurau                      | weitere Bilder  | 51° 46′ 32″ N, 11° 55′ 46″ O |
| Kirche Thurland                         | Neuromanischer Backsteinbau mit eingezogenem Chor und Turm 1912/13 | Raguhn-Jeßnitz       | Thurland                    | weitere Bilder  | 51° 42′ 56″ N, 12° 13′ 16″ O |
| Kirche Tornau vor der Heide             | Schlichter Putzbau mit eingestelltem Turm 1932 | Raguhn-Jeßnitz       | Tornau vor der Heide        | weitere Bilder  | 51° 43′ 5″ N, 12° 10′ 52″ O  |
| Kirche Trinum                           | Stattlicher Feldsteinbau mit Turm von 1787 | Osternienburger Land | Trinum                      | weitere Bilder  | 51° 46′ 26″ N, 11° 54′ 34″ O |
| Kirche Trüben                           | Feldsteinbau mit eingezogenem Chor und Apsis im Kern um 1170 | Zerbst/Anhalt        | Trüben                      | weitere Bilder  | 51° 59′ 5″ N, 12° 11′ 49″ O  |
| Kirche Werben (Zörbig)                  | Ungewöhnlich stattliche Saalkirche aus Schiff, Turm, Chor und Apsis in Bruchstein im Rundbogenstil. 1877//78                                                                                          | Zörbig               | Werben                      | weitere Bilder  | 51° 37′ 10″ N, 12° 2′ 13″ O  |
| Kirche Wertlau                          | Turmloser Feldsteinbau mit eingezogenem Chor, um 1200, Innenausstattung 19. Jh. | Zerbst/Anhalt        | Wertlau                     | weitere Bilder  | 51° 54′ 37″ N, 12° 8′ 23″ O  |
| Kirche Wulfen                           | Klassizistischer Putzbau von 1795 mit spätrom./frühgot. Westturm und eingez. fünfseitigem Chor in gotisierenden Formen von 1876                                                                       | Osternienburger Land | Wulfen                      | weitere Bilder  | 51° 49′ 11″ N, 11° 55′ 43″ O |
| Kirche Zehbitz                          | Neubau von 1833, schlichter Rechteckbau mit verbrettertem Dachturm, bis 1997 baulich gesperrt, danach Wiederherstellung bis 2018                                                                      | Südliches Anhalt     | Zehbitz                     | weitere Bilder  | 51° 40′ 29″ N, 12° 7′ 44″ O  |
| Kirche Zernitz (Zerbst)                 | Im Ursprung spätgotischer Feldstein-Rechteckbau mit Giebeldachreiter und Apsis, im 18. Jh. überformt und 1890 renoviert                                                                               | Zerbst/Anhalt        | Zernitz (Zerbst)            | Bild gesucht    | 52° 0′ 58″ N, 12° 5′ 2″ O    |
| Kirchruine Kleinbadegast                | Bauwerk von 1901 (Ruine, Umfassungsmauern erhalten) | Südliches Anhalt     | Kleinbadegast               | weitere Bilder  | 51° 43′ 34″ N, 12° 1′ 52″ O  |
| Kirchruine Reinsdorf                    | Neugestaltung 1856 als Saal mit eingezogenem Chor und Rechteckturm, Verfall 1950, Abtragung des Turmhelms, Ruine                                                                                      | Südliches Anhalt     | Reinsdorf                   | weitere Bilder  | 51° 40′ 24″ N, 11° 59′ 31″ O |
| Kirchruine Schrenz                      | Mittelalterlicher einschiffiger Bruchsteinbau, im 17. Jh. erneuert | Zörbig               | Schrenz                     | weitere Bilder  | 51° 35′ 14″ N, 12° 4′ 13″ O  |
| Laurentiuskirche Schortewitz            | Schlichter Putzbau, Neubau 1430, 1698 erneuert, Turm 1903 | Zörbig               | Schortewitz                 | weitere Bilder  | 51° 39′ 5″ N, 12° 1′ 29″ O   |
| Martinskirche (Köthen)                  | Neubau Anf. 20. Jh. als Zentralbau nach Entwurf von Friedrich Gothe, seit 1986 profaniert | Köthen               | Köthen                      | weitere Bilder  | 51° 44′ 51″ N, 11° 59′ 12″ O |
| St. Maria Himmelfahrt (Köthen)          | Römisch-katholische Pfarrkirche, 1827–32 von Gottfried Bandhauer | Köthen               | Köthen                      | weitere Bilder  | 51° 45′ 14″ N, 11° 58′ 27″ O |
| St. Marien (Jeßnitz)                    | Neuromanischer Backsteinbau mit Strebepfeilern, eingezogenem Chor und achteckigem Turm | Raguhn-Jeßnitz       | Jeßnitz                     | weitere Bilder  | 51° 41′ 2″ N, 12° 18′ 6″ O   |
| Dorfkirche Salzfurtkapelle              | Im Kern romanischer Feld- und Bruchsteinbau, romanische Rundkapelle, in gotischer Zeit nach Westen erweitert                                                                                          | Zörbig               | Salzfurtkapelle             | weitere Bilder  | 51° 41′ 35″ N, 12° 10′ 8″ O  |
| St. Agnus (Köthen)                      | 1694–99 als schlichter barocker Saalbau mit Rechteckchor und westl. Dachreiter erbaut | Köthen               | Köthen                      | weitere Bilder  | 51° 45′ 13″ N, 11° 58′ 21″ O |
| St. Anna (Köthen)                       | Römisch-katholische Kirche, 1948/49 durch Umbau einer ehemaligen Gaststätte errichtet | Köthen               | Köthen                      | weitere Bilder  | 51° 44′ 45″ N, 11° 58′ 54″ O |
| St. Antonius (Zörbig)                   | Katholische Kirche, 1911 erbaut und 1953 erweitert | Zörbig               | Zörbig                      | weitere Bilder  | 51° 37′ 53″ N, 12° 7′ 21″ O  |
| St. Bartholomäi (Zerbst/Anhalt)         | Im Kern spätrom., kreuzförmige Basilika, gotisch erweitert und zur Hallenkirche umgebaut, nach Zerstörung 1945 Chor vom Langhaus abgetrennt und separat wiederhergestellt                             | Zerbst/Anhalt        | Zerbst                      | weitere Bilder  | 51° 57′ 50″ N, 12° 5′ 5″ O   |
| St. Benedikt (Güterglück)               | Neugotischer Neubau 1900 in Feldstein mit Westquerturm und eingezogenem Chor | Zerbst/Anhalt        | Güterglück                  | weitere Bilder  | 51° 59′ 6″ N, 11° 59′ 41″ O  |
| St. Blasius (Dobritz)                   | Im Kern spätromanische Feldsteinkirche, 1806 Turm neu, um 1890 eingreifende Erneuerung | Zerbst/Anhalt        | Dobritz                     | weitere Bilder  | 52° 1′ 37″ N, 12° 13′ 24″ O  |
| St. Christophorus (Quellendorf)         | Stattlicher, im Kern romanischer Bruch- und Feldsteinbau de 13. Jh. mit eingezogenem Chor und Apsis                                                                                                   | Südliches Anhalt     | Quellendorf                 | weitere Bilder  | 51° 44′ 52″ N, 12° 7′ 40″ O  |
| St. Georg (Raguhn)                      | Stattlicher Backsteinputzbau in neugot. Formen von Carlo Ignazio Pozzi 1839/40 | Raguhn-Jeßnitz       | Raguhn                      | weitere Bilder  | 51° 42′ 42″ N, 12° 17′ 29″ O |
| St. Germanus (Weißandt-Gölzau)          | Im Kern spätromanisch, davon Turmunterteil erhalten, 1496 spätgotisches Schiff, Turm 1902 erhöht | Südliches Anhalt     | Weißandt-Gölzau             |                 | 51° 40′ 12″ N, 12° 4′ 4″ O   |
| St. Jacobus der Ältere (Zerbst)         | Katholische Kirche, 1896 nach Plänen des Architekten Arnold Güldenpfennig im Baustil der Neugotik erbaut                                                                                              | Zerbst/Anhalt        | Zerbst/Anhalt               | weitere Bilder  | 51° 57′ 43″ N, 12° 5′ 37″ O  |
| St. Jakob (Köthen)                      | Neubau um 1400 als gotische Hallenkirche, neugot. Türme 1896/98 von Bernhard Sehring | Köthen               | Köthen                      | weitere Bilder  | 51° 45′ 4″ N, 11° 58′ 25″ O  |
| St. Jakobus (Kleckewitz)                | Schlichter Putzbau mit dreiseitigem Schluss und verschiefertem Dachturm, 1817–19 | Raguhn-Jeßnitz       | Kleckewitz                  | weitere Bilder  | 51° 42′ 33″ N, 12° 18′ 20″ O |
| St. Jakobus und St. Clemens (Brehna)    | Doppelkirche, ehemals getrennte Nutzung als Pfarrkirche und Klosterkirche, später vereinigt | Sandersdorf-Brehna   | Brehna                      | weitere Bilder  | 51° 33′ 25″ N, 12° 12′ 48″ O |
| St. Johannis (Gehrden)                  | Spätromanischer Saalbau mit Westquerturm, Chor und Apsis in vollständiger Anlage | Zerbst/Anhalt        | Gehrden                     | weitere Bilder  | 52° 0′ 31″ N, 11° 57′ 26″ O  |
| St. Joseph (Holzweißig)                 | Katholische Kirche, schlichter Putzbau auf Bruchsteinsockel, 1927 geweiht | Bitterfeld-Wolfen    | Holzweißig                  | weitere Bilder  | 51° 36′ 24″ N, 12° 18′ 10″ O |
| St. Konrad (Aken)                       | Katholische Kirche, Neubau 1937 nach Plänen von Johannes Reuter | Aken (Elbe)          | Aken                        | weitere Bilder  | 51° 50′ 56″ N, 12° 2′ 47″ O  |
| St. Marien (Aken)                       | 1188 im romanischen Stil erbaut, nach 1485 gotisiert, 1992 profaniert | Aken (Elbe)          | Aken                        | weitere Bilder  | 51° 51′ 18″ N, 12° 2′ 35″ O  |
| St. Marien (Sandersdorf)                | Kath. Kirche, 1906 nach Plänen von Arnold Güldenpfennig als neugotischer Backsteinbau erbaut | Sandersdorf-Brehna   | Sandersdorf                 | weitere Bilder  | 51° 37′ 42″ N, 12° 16′ 4″ O  |
| St. Marien (Zerbst/Anhalt)              | Ruine, romanische Basilika in Feldstein, 1945 zerstört; Chor gotisch, separat nutzbar gemacht | Zerbst/Anhalt        | Ankuhn                      | weitere Bilder  | 51° 58′ 20″ N, 12° 4′ 44″ O  |
| St.-Marien-Kirche in Stumsdorf          | Gotischer, teils verputzter Bruchsteinbau mit Chor und Polygonalschluss, verändert in der 2. H. 19. Jh.                                                                                               | Zörbig               | Stumsdorf                   | weitere Bilder  | 51° 36′ 54″ N, 12° 3′ 42″ O  |
| St. Martin (Gröbzig)                    | Neubau 1670, Fenster 1847 vergrößert, Saalbau mit Turm und Haube mit Laterne, Gruftanlagen unter dem Fußboden 1670/1870                                                                               | Südliches Anhalt     | Gröbzig                     | weitere Bilder  | 51° 40′ 55″ N, 11° 52′ 25″ O |
| St. Martin (Löberitz)                   | Im Kern gotischer, einschiffiger Bruchsteinbau, nach Brand 1720 umgebaut | Zörbig               | Löberitz                    | weitere Bilder  | 51° 39′ 12″ N, 12° 8′ 46″ O  |
| St. Mauritius (Zörbig)                  | Spätgotische Pseudobasilika aus Bruchstein mit Westquerturm, nach Brand 1518 in den Jahren 1537/41 wiederhergestellt                                                                                  | Zörbig               | Zörbig                      | weitere Bilder  | 51° 37′ 37″ N, 12° 7′ 12″ O  |
| St. Michael (Edderitz)                  | Katholische Kapelle, 1964 in vorhandener Baracke eingerichtet | Südliches Anhalt     | Edderitz                    | weitere Bilder  | 51° 41′ 30″ N, 11° 56′ 23″ O |
| St. Michael (Raguhn)                    | Katholische Kirche, 1949 erbaut, in den 1950er Jahren erweitert | Raguhn-Jeßnitz       | Raguhn                      | weitere Bilder  | 51° 42′ 45″ N, 12° 16′ 47″ O |
| St. Nicolai (Steckby)                   | Schlichter Saalbau um 1200 in Feldstein mit Chor, Apsis und Dachturm | Zerbst/Anhalt        | Steckby                     | weitere Bilder  | 51° 53′ 32″ N, 12° 1′ 43″ O  |
| St. Nikolai (Aken)                      | Dreischiffige spätromanische Pfeilerbasilika ab 1270, nach Hochwasserschaden 1316/17 gotisch erneuert                                                                                                 | Aken (Elbe)          | Aken                        | weitere Bilder  | 51° 51′ 8″ N, 12° 2′ 49″ O   |
| St. Nikolai (Zerbst)                    | Ruine einer gotischen Kirche mit Hallenumgangschor 1440, Schiff 1486 vollendet, 1945 zerstört | Zerbst/Anhalt        | Zerbst                      | weitere Bilder  | 51° 58′ 10″ N, 12° 5′ 5″ O   |
| St. Norbert (Jeßnitz)                   | Kath. Kirche, Neubau 1952/54 mit Westquerturm | Raguhn-Jeßnitz       | Jeßnitz                     | weitere Bilder  | 51° 40′ 59″ N, 12° 17′ 18″ O |
| Stadtkirche St. Antonius                | Nach Norden ausgerichteter neugotischer Backsteinbau, dreischiffig, dreijochig, 1905 erbaut, umfangreiche Ausstattung                                                                                 | Bitterfeld-Wolfen    | Bitterfeld                  | weitere Bilder  | 51° 37′ 28″ N, 12° 19′ 45″ O |
| St. Trinitatis (Zerbst/Anhalt)          | Barocker Zentralbau auf Kreuzgrundriss mit Anräumen, Putzbau 1685 von Cornelis Ryckwaert | Zerbst/Anhalt        | Zerbst                      | weitere Bilder  | 51° 58′ 10″ N, 12° 5′ 14″ O  |

## Synagoge
| Artikel            | Beschreibung                                                         | Gemeinde | Ort     | Bild | Koordinaten                  |
| ------------------ | -------------------------------------------------------------------- | -------- | ------- | ---- | ---------------------------- |
| Synagoge (Gröbzig) | Ursprungsbau Ende 18. Jh., mehrfach erneuert, ab 1934 museal genutzt | Gröbzig  | Gröbzig |      | 51° 40′ 53″ N, 11° 52′ 35″ O |

## Begräbnisstätten
| Artikel                            | Beschreibung | Gemeinde             | Ort                      | Bild            | Koordinaten                                                      |
| ---------------------------------- | --- | -------------------- | ------------------------ | --------------- | ---------------------------------------------------------------- |
| Großsteingrab Drosa                | Jungsteinzeitliche ehemalige Hügelgrabanlage, davon Reste der Grabkammer erhalten                                         | Osternienburger Land | Drosa                    | weitere Bilder  | 51° 49′ 38″ N, 11° 54′ 31″ O                                     |
| Großsteingräber Gehrden            | Kammerloses Hünenbett als eines von ursprünglich 3 jungsteinzeitlichen Großsteingräbern erhalten                          | Zerbst/Anhalt        | Gehrden                  | weitere Bilder  | 52° 0′ 36″ N, 11° 57′ 14″ O                                      |
| Großsteingrab Schortewitz          | Jungsteinzeitliche ehemalige Grabanlage (Ganggrab oder Großdolmen), südlichste Anlage dieses Typs in Deutschland          | Zörbig               | Schortewitz              | weitere Bilder  | 51° 39′ 12″ N, 12° 1′ 35″ O                                      |
| Großsteingrab Wulfen               | Jungsteinzeitliche Ganggrabanlage, zahlreiche Funde heute im Historischen Museum Köthen                                   | Osternienburger Land | Wulfen                   | weitere Bilder  | 51° 49′ 5″ N, 11° 55′ 42″ O                                      |
| Jüdischer Friedhof (Gröbzig)       | Großer Friedhof 2650 m², mit 245 Grabsteinen                                                                              | Gröbzig              | Gröbzig                  | Bild gesucht BW | 51° 40′ 54,1″ N, 11° 51′ 21,6″ O                                 |
| Jüdische Friedhöfe in Köthen       | Alter und neuer Friedhof in Köthen, Neuer Friedhof 1888 eingeweiht, Friedhofskapelle mit „maurischer“ Kuppel gleichzeitig | Köthen               | Köthen                   |                 | 51° 45′ 0,5″ N, 11° 57′ 51,4″ O 51° 45′ 49,1″ N, 11° 57′ 58,1″ O |
| Jüdischer Friedhof (Jeßnitz)       | Angelegt um 1680, 1938 geschändet, nach 1945 wieder eingerichtet, letzte Bestattung 1982                                  | Jeßnitz (Anhalt)     | Jeßnitz (Anhalt)         |                 | 51° 41′ 11,1″ N, 12° 17′ 43,6″ O                                 |
| Jüdischer Friedhof (Roßdorf)       | Angelegt 2. H. 19. Jh.; letzte Bestattungen 1977                                                                          | Jeßnitz (Anhalt)     | Roßdorf (Raguhn-Jeßnitz) |                 | 51° 40′ 55,8″ N, 12° 19′ 41,6″ O                                 |
| Jüdischer Friedhof (Wulfen)        | Angelegt im 18. Jh., 1940 zerstört, 1982 geschändet                                                                       | Osternienburger Land | Wulfen (Anhalt)          |                 | 51° 49′ 5,4″ N, 11° 55′ 55″ O                                    |
| Jüdischer Friedhof (Zerbst/Anhalt) | 1768 oder 1782 angelegt, zu Beginn der 1980er Jahre wieder hergestellt, Gedenktafel an die Pogromnacht 1938               | Zerbst               | Zerbst                   |                 | 51° 58′ 20,1″ N, 12° 4′ 19,8″ O                                  |
| Rampenkiste von Schortewitz        | Rest einer megalithischen Steinkiste, von Schortewitz in den Schlosshof von Köthen versetzt                               | Köthen (Anhalt)      | Köthen                   |                 | 51° 45′ 14,4″ N, 11° 58′ 38,2″ O                                 |

- Siehe auch: Großsteingräber im Landkreis Anhalt-Bitterfeld

 ∑ 159 Einträge